# Дарьен (национальный парк)
Национальный парк Дарье́н — национальный парк в Панаме. Расположен в 325 км от города Панама и является самым большим по площади национальным парком этой страны и одним из крупнейших в Центральной Америке. Находится в одноимённой провинции на территории Дарьенского пробела, у границы с Колумбией. С другой стороны границы расположен национальный парк Лос-Катиос.
В 1972 году площадь в 700 000 га стала частью охраняемого лесного массива Альто-Дарьен. В сентябре 1980 года район был объявлен национальным парком, в 1981 был занесён в список объектов Всемирного наследия ЮНЕСКО, а в 1983 году — в Мировую сеть биосферных заповедников.
Парк расположен в восточной панамской провинции Дарьен, и его юго-восточная граница проходит вдоль 90 % границы Панамы с Колумбией. Он расположен между горным хребтом Серранья-дель-Дарьен, идущим параллельно Карибскому морю в 16 км на северо-востоке, и побережьем Тихого океана.

## География и климат
Парк расположен на южной оконечности Дарьенского пробела, соединяющего Центральную и Южную Америку. Парк является крупнейшим в Центральной Америке и расположен между водоразделом континентов, гранича с Колумбией и Тихим океаном. Центральная часть парка представляет собой регион плоской низменности, без высоких гор. Горные реки парка (Туйра и её приток Балсас) впадают в залив Сан-Мигель. Гора Тараркуна является самой высокой горой в районе между Андами и западной Панамой, она имеет высоту 1875 метров. На юго-западных берегах реки парка располагаются скалистые и песчаные пляжи.
Большинство гор в парке сформировались в середине эоцена, в то время как низменности были сформированы в конце периода плиоцена. Южные горы и склоны около Карибского моря сформировались в основном в результате вулканических извержений, в то время как склоны Серранья-дель-Дарьен возникли в результате отступления моря в кайнозой. В парке имеется множество складок и долин, возникших в течение миллионов лет в процессе выветривания. Кроме того, парк имеет обширные районы с хорошими почвами, пригодными для сельского хозяйства и быстрого роста лесов.
Среднегодовое количество осадков варьируется в диапазоне от 4000 до 5000 мм в областях парка на побережье Тихого океана, от 3000 до 4000 мм в горах побережья и от 1800 до 2500 мм в долинах в центральной части парка. Среднегодовая температура составляет 26° C, но её диапазон может варьироваться от 16° С до 35° С.

## Флора
Значительную часть территории парка занимают густые леса. Парк отличается большим разнообразием флоры: лианы и деревья в большей степени напоминают флору Амазонии, тогда как эпифиты и растения в нижних участках парка ближе к флоре северных хребтов Анд. С 1970 года в парке задокументировано произрастание более 700 видов растений. Всего в парке представлено девять зон растительности:
- леса, растущие вблизи рек (в общей сложности 200 видов растений, высота некоторых деревьев достигает 55 м);
- леса, растущие на высоте 200 м над уровнем моря (в основном лиственные, самые большие на тихоокеанском побережье Центральной Америки, занимают около 1/10 территории парка, большая их часть появилась после испанского завоевания нынешней территории Панамы); в
- высокогорные тропические леса, растущие на высоте более 200 м над уровнем моря (характеризуются большим количеством лиан и эпифитов, занимают около 60 % территории парка, являются местом обитания самого большого в рамках парка разнообразия растений);
- туманные леса, растущие на высоте 750 м над уровнем моря (характеризуются довольно большим количеством эндемичных видов);
- альпийские леса на самых высоких вершинах;
- сухие леса около пляжей;
- болота и пальмовые заросли;
- мангровые заросли на скалистых пляжах (особенно у залива Сан-Мигель);
- песчаные пустоши около пляжей.

## Фауна
Фауна парка, как и флора, отличается большим биоразнообразием. Парк является местом обитания для 169 видов млекопитающих, 533 видов птиц, 99 видов рептилий, 78 видов земноводных и 50 видов рыб. В парке имеет феномен миграции многих видов в более высокогорные области, что является возможным в связи с близостью друг к другу различных типов лесов. Это позволяет сохранять в парке популяции таких видов, которые в других местах вымерли из-за обезлесения.
Среди млекопитающих, обитающих в парке, центральноамериканский ревун, черноголовая коата, центральноамериканский агути, гигантский муравьед, капибара, тапир. В морских районах у побережья парке встречаются 20 видов китообразных, 33 вида акул и 4 вида морских черепах. В парке также есть много видов чешуекрылых; из птиц можно выделить южноамериканскую гарпию, из пресмыкающихся — острорылого крокодила.
В лесах парка есть две изолированные области (одна на высоте 900 м над уровнем моря, другая выше), и 30 видов птиц в парке обитают только в их пределах.
В низких районах парка обитает значительное количество исчезающих видов. Большинству видов, которые обитают в высокогорьях, формально не угрожает никакая опасность, но их популяции всё равно считаются уязвимыми ввиду малого числа особей во многих из них.

## Население и доступность
Парк является одним из немногих примеров охраняемой территории, на которой сохраняется постоянно проживающее коренное население: в парке живут два индейских племени, вунаан и эмбера. По данным на 1992 год, постоянное население парка составляло порядка 3000 человек. Индейцы проживают в нескольких деревнях вдоль реки и сохраняют традиционный образ жизни, их хозяйство основано на земледелии и, в меньшей степени, охоте. В быту они используют различные ресурсы парковых лесов, например, ткут одежду из пальмовых листьев. Культура этих поселений, несмотря на многовековой контакт с европейцами, сохранилась в значительной степени нетронутой.
Далеко не вся территория парка доступна для посещения, однако два его участка, не имеющих ограничений по доступу, пользуются популярностью у туристов.